# 백합 세 송이
백합 세 송이《독일어: Drei Lilien 드라이 릴리엔[*]》는 독일 연방방위군의 군가이다.

## 개요
1770년, F. 니콜라이(F. Nicolai)가 작사하였으며, 곡은 푸른 보리수 아래에서(Unter den Linden grüne, 1601)이다. 1830년, 사냥꾼의 담시에서 개작하였다.

## 현재
제 1, 2차 세계 대전 당시 군가로 불렸고. 나치 독일의 제국주의 색깔이 들어있는 부분이 노래 가사에 없으므로, 제2차 세계 대전 이후에도 독일 연방방위군에서 여전히 사용되고 있다.

## 독일어 가사
1절
Drei Lilien, drei Lilien, die pflanzt' ich auf mein Grab,
da kam ein stolzer Reiter und brach sie ab.
Juvi valle ralle ralle ralle ra
Juvi valle ralle ralle ralle ra
Da kam ein stolzer Reiter und brach sie ab.
2절
Ach Reiter(Reitersmann), lieber(ach) Reitersmann, laß doch die Lilien stehn,
die soll ja mein Feinsliebchen noch einmal seh'n.
Juvi valle ralle ralle ralle ra
Juvi valle ralle ralle ralle ra
Die soll ja mein Feinsliebchen noch einmal seh'n.
3절
Was schert(kümmert) mich (denn) dein Liebchen, was schert(kümmert) mich (denn) dein Grab!
Ich bin ein stolzer Reiter und brech' sie ab.
Juvi valle ralle ralle ralle ra
Juvi valle ralle ralle ralle ra
Ich bin ein stolzer Reiter und brech' sie ab.

## 한국어 번역
1절
백합 세 송이, 백합 세 송이, 난 그 백합들을 내 무덤 위에 꽂았네,
그 때 당당한 기사 한 명이 와서 그 백합들을 떼어갔네.
유-비 랄라 랄라 랄라 랄라 라
유-비 랄라 랄라 랄라 랄라 라
그 때 당당한 기사 한 명이 와서 그 백합들을 떼어갔네.
2절
아, 기사여 (기사여), 친애하는 (아) 기사여, 백합들을 그대로 두게나,
그 백합들은 내 연인이라서 한 번 더 봐야 한단 말일세.
랄라 랄라 랄라 랄라 랄라
랄라 랄라 랄라 랄라 랄라
그 백합들은 내 연인이라서 한 번 더 봐야 한단 말일세.
3절
무엇이 내 애인을 돌본단 말인가, 무엇이 내 무덤을 돌본단 말인가!
난 당당한 기사이므로 그들을 떼어간다네.
랄라 랄라 랄라 랄라 라
랄라 랄라 랄라 랄라 라
난 당당한 기사이므로 그들을 떼어간다네.

### 한국어 발음
1절
드라이 릴리-엔, 드라이 릴리-엔, 디- 플란츠트 이히 아우프 마인 그랍.
다 캄 아인 슈톨처 라이터 운트 브라흐 지- 압.
유-비 팔레 랄레 랄레 랄레 라
유-비 팔레 랄레 랄레 랄레 라
다 캄 아인 슈톨처 라이터 운트 브라흐 지- 압.
2절
아흐 라이터, 리-버 라이터 스만, 라스 도흐 디- 릴리엔 슈텐
디- 졸 야 마인 파인 스립-혠 노흐 아인말 젠
유-비 팔레 랄레 랄레 랄레 라
유-비 팔레 랄레 랄레 랄레 라
디- 졸 야 마인 파인 스립-혠 노흐 아인말 젠
3절
바스 셰어트 미히 다인 립혠, 바스 셰어트 미히 덴 마인 그랍!
이히 빈 아인 슈톨처 라이터 운트 브레히 지- 압
유-비 팔레 랄레 랄레 랄레 라
유-비 팔레 랄레 랄레 랄레 라
이히 빈 아인 슈톨처 라이터운트 브레히 지- 압

## 같이 보기
- 군가
- 제1차 세계 대전
- 제2차 세계 대전
- 독일 연방방위군
- 독일 국방군
- 바이에른 육군